# جون بور
جون بور (بالإنجليزية: Jon Burr)‏ هو موسيقي أمريكي، ولد في 22 مايو 1953 في هنتنغتون في الولايات المتحدة.

## وصلات خارجية
- جون بور على موقع ميوزك برينز (الإنجليزية)
- جون بور على موقع أول ميوزيك (الإنجليزية)
- جون بور على موقع ديسكوغز (الإنجليزية)